# Thomas Girst
Thomas Girst (Tréveris, 4 de julio de 1971) es un escritor y gestor cultural alemán.

## Vida
Girst se graduó en el Liverpool High School (Estado de Nueva York) y en el Rotenbuehl High School de Saarbruecken (Alemania). Estudió Historia del Arte, Estudios Americanos y Literatura Alemana en la Universidad de Hamburgo y en la Universidad de Nueva York . El tema de su tesis doctoral fue «Arte, literatura y el internamiento de los japoneses-americanos» durante la Segunda Guerra Mundial. Vivió en Nueva York entre 1995 y 2003, al principio con una beca académica del DAAD. Tras trabajar en una galería a partir de 1998, en 2000 pasó a ser director de investigación del Art Science Research Laboratory, bajo la dirección de Stephen Jay Gould, de la Universidad de Harvard. Durante ese tiempo, también fue corresponsal cultural del diario alemán "Die Tageszeitung".
Desde 2003 es el Director Global de Compromiso Cultural del BMW Group, Múnich, , donde supervisa cientos de colaboraciones a largo plazo en todo el mundo, desde teatros de ópera a orquestas, museos y ferias de arte, así como iniciativas en los campos del arte moderno y contemporáneo, el cine, el diseño, la arquitectura, la música clásica y el jazz. Ha trabajado y colaborado ampliamente con artistas durante muchos años, entre ellos Esther Mahlangu, Jeff Koons, Ólafur Elíasson, Julie Mehretu, Cao Fei, John Baldessari, Juan Manuel Echavarría y Zaha Hadid.
En 2016 fue galardonado con el premio "Gestor Cultural Europeo del Año".
Girst fue el editor fundador (junto con el poeta Jan Wagner) de «Die Aussenseite des Elementes» (1992-2003), una antología internacional de prosa, poesía, ilustración y arte. Como comisario, ha organizado numerosas exposiciones, entre ellas «Alive and Kicking: the Collages of Charles Henri Ford» en la Scene Gallery de Nueva York, así como «Marcel Duchamp in Munich 1912» en la Lenbachhaus de Múnich. Girst imparte clases en la Universidad Ludwig Maximilian de Múnich, en la Academia de Bellas Artes de Múnich, así como en la Academia de Ciencias Aplicadas de Zúrich y en el IE Business School de Madrid. Entre 2005 y 2009 fue miembro de la Junta para el Patrocinio de las Artes dentro de la Asociación de Artes y Cultura de la Economía Alemana en la Federación de Industrias Alemanas, y desde 2010 forma parte de su panel para literatura. Es miembro del Consejo de Spielmotor e.V., así como de la Asociación del Museo de Arquitectura de Múnich (hasta 2023). Desde 2012, Girst es representante cultural de la Fábrica de Porcelana de Nymphenburg. Entre 2015 y 2022, fue miembro del Consejo de la Universidad de Música y Artes Escénicas de Múnich- Girst es miembro del Círculo de Mecenas de los Amigos de Haus der Kunst, Múnich. En 2016 fue nombrado miembro del consejo asesor de Sky Arts. En 2017 entró a formar parte del Consejo Asesor de Efectos y Ecosistemas de The Indian Biennale y en 2018 del panel asesor del Museo de Arte y Fotografía de Bangalore (hasta 2025). En 2019 Girst fue nombrado embajador del Sarre por el ministro principal del estado.
Desde 2023, es miembro del consejo directivo del Patronato del Centro para la Cultura y las Artes de la Universidad Técnica de Múnich y desde 2025 forma parte del consejo asesor del Bergson Kunstkraftwerk .

## Enseñanza
Girst es profesor honorario en la Academia de Bellas Artes de Múnich así como profesor adjunto en el IE Business School de Madrid, con especialización en Gestión Cultural y Patrimonio para el Ministerio de Cultura de Arabia Saudí. También imparte clases en la Facultad de Historia y Arte de la Universidad Ludwig-Maximilians de Múnich. Además de impartir conferencias internacionales, es miembro del personal docente de la Universidad de Ciencias Aplicadas de Zúrich (ZHAW) y, hasta 2020, del IED Instituto Europeo di Design de Venecia.

## Publicaciones (selección)
Además de su trabajo como corresponsal cultural para Die Tageszeitung entre 2000 y 2003, Girst ha publicado numerosos artículos en línea y en papel en periódicos, revistas, catálogos y publicaciones académicas internacionales, como Amerasia Journal, Tate Modern, The Nordic Journal of Aesthetics, Science Ltd., Staatsgalerie Stuttgart, Museo Jumex, Serpentine Galleries, Cooper Hewitt Smithsonian Museum of Design, Kunsthalle Schirn, ICA, ZKM Karlsruhe, The Andy Warhol Foundation, Museum for Applied Arts Cologne, Staatliches Museum Schwerin, Art in America, Frieze, Sotheby's, The Art Newspaper, Monopol, Frankfurter Allgemeine Zeitung, Art, Sueddeutsche Zeitung, NYArts, The Financial Times, Frankfurter Rundschau, SZ-Magazin, Welt, Wirtschaftswoche, Artnet, Weltkunst, Wallpaper, Forbes, Bloomberg, Vogue, The Brooklyn Rail).

### Autor
- Aftershock: The Readymade in Postwar and Contemporary American Art, Nueva York: Dickinson, 2003 (con Francis M. Naumann) ISBN 978-1885013354
- Martin Eder: Die kalte Kraft, Berlín: Hatje Cantz, 2004, ISBN 978-3-7757-1474-7 (alemán, inglés)
- The Indefinite Duchamp, Berlín: Hatje Cantz, 2013, ISBN 978-3-7757-3414-1 (alemán, inglés
- The Duchamp Dictionary, Londres y Nueva York: Thames and Hudson, 2014, ISBN 9780500239179 (inglés, coreano, chino)
- Art, Literature, and the Japanese American Internment, Frankfurt & New York: Peter Lang, 2015, ISBN 978-3631659373
- 100 Secretos del mundo del arte, Londres: Koenig, 2016 (con Magnus Resch), ISBN 978-3863359614
- Alle Zeit der Welt, München: Hanser, 2019 ISBN 978-3446261877 (alemán, italiano, coreano)
- Esther Mahlangu: To Paint is in my Heart, Londres y Nueva York: Thames and Hudson, 2024 ISBN 978-0500028124 (con Azu Nwagbogu, Hans Ulrich Obrist)

### Editor
- Die Außenseite des Elementes Nr. 1-11, Berlín y Nueva York: Non Profit Art Movement (NPAM), 1992-2003
- Redactor jefe, Tout-Fait: The Marcel Duchamp Studies Online Journal Nr. 1-5, Nueva York: Art Science Research Laboratory, 1999-2003[5]
- Marcel Duchamp en Múnich 1912, Múnich: Schirmer/Mosel, 2012 ISBN 9783829605915 (alemán, inglés) (con Helmut Friedl, Matthias Mühling, Felicia Rappe)[6]
- BMW Art Cars, Berlín: Hatje Cantz, 2014 (edición revisada 2025) ISBN 978-3-7757-5996-0 (alemán, inglés, francés)